# フィーバーキングII
フィーバーキングIIは、1992年10月にSANKYOが開発、発売したドラム型デジパチ。保留連荘機。後の『フィーバークィーンII』に影響を与えた。

## 特徴
- 表示器に150mm×73mmの「デカドラム」を採用。
- リーチがいったん外れてワンクッション置いた後にリールが再始動して大当たりする演出があり、話題になった。
- 5ラインが有効。
- 大当たり時の効果音は、金属音のような音で「キーン!（キング）」と鳴る。
- 大当たり後、保留玉1、2、3個目が書き換えられ、大当たり確率1/16となる。フィーバーパワフルIIIに似ているが、保留玉4個目は書き換えられないため、初当たり後の連チャン率は同じだが、連チャン発生後の期待値はフィーバーパワフルIIIよりも低くなる。
- 始動口への入賞は必ずドラム下のステージを経由する構造であるため、ステージの個体差により入賞率が大きく左右され、釘調整が難しかった。「他の台に比べて目に見えて閉められている台」が狙い台であることが多く、当時はプロ御用達といわれていた。
- ドラム始動後の中リールの回転速度がゆっくりになるタイミング（中リールの前停止目からちょうど1回転したところ）を見ることで、リーチになるかどうかをリール停止前に判別することができた。
- CR版も存在する（確変突入率1/4、2回ループ）。再始動がどこからでも発生するように変更された他、アタッカー周辺の釘配置が変更された。釘配置変更の影響で、パンクが頻発した。確変中の大当たり確率や確変割合は公称よりも高く設定され、保留玉連チャンも存在する。
- 兄弟機メーカー、DAIDO・大同（現、ビスティ）からも、スペック違いの同名の台が販売されていた。

## スペック
- 『フィーバーキングII』（1992年10月）
  - 大当たり確率 1/254（メーカー発表値）
  - 賞球数 7&15 大当たり16R10C

- 『CRフィーバーキングI』
  - 大当たり確率（通常時）設定1:1/320 設定2:1/352 設定3:1/384
  - 賞球数 5&15 大当たり16R10C
  - 確変割合 4分の1・以降2回継続

## 関連商品
- 『パチンコ・ミュージック・フロムSANKYO～FEVER WARS～』（キングレコード、1994年11月23日、KICA-1154）
- 『パチンコ着メロ from SANKYO』（キングレコード、2000年6月7日、KICA-1234）